# Uroševac
Uroševac (alb. Ferizaj) je grad u jugoističnom dijelu Kosova.

## Povijest
Grad je nastao u XIX. stoljeću oko hana koji je uz karavanski put posjedovao i vodio Feriz Shashivari, pa je po Ferizu dobio svoje albansko ime. Pošto je poslije balkanskih ratova Kosovo pripojeno Kraljevini Srbiji, njezine vlasti su mu 1913. nadjenule srpsko ime Uroševac po srednjovjekovnom vladaru, posljednjemu srpskom caru Stefanu V. Urošu Nejakom.

## Šport
U bivšoj Jugoslaviji najpoznatiji športski kolektiv bio je Rukometni klub Borac Uroševac koji je jedne godine (osamdesetih) nastupao u tada jakoj 1. rukometnoj ligi.

## Vanjske poveznice
- Stranice općine Uroševac